# Starbulls Rosenheim
Les Starbulls Rosenheim sont un club professionnel allemand de hockey sur glace basé à Rosenheim.

## Historique

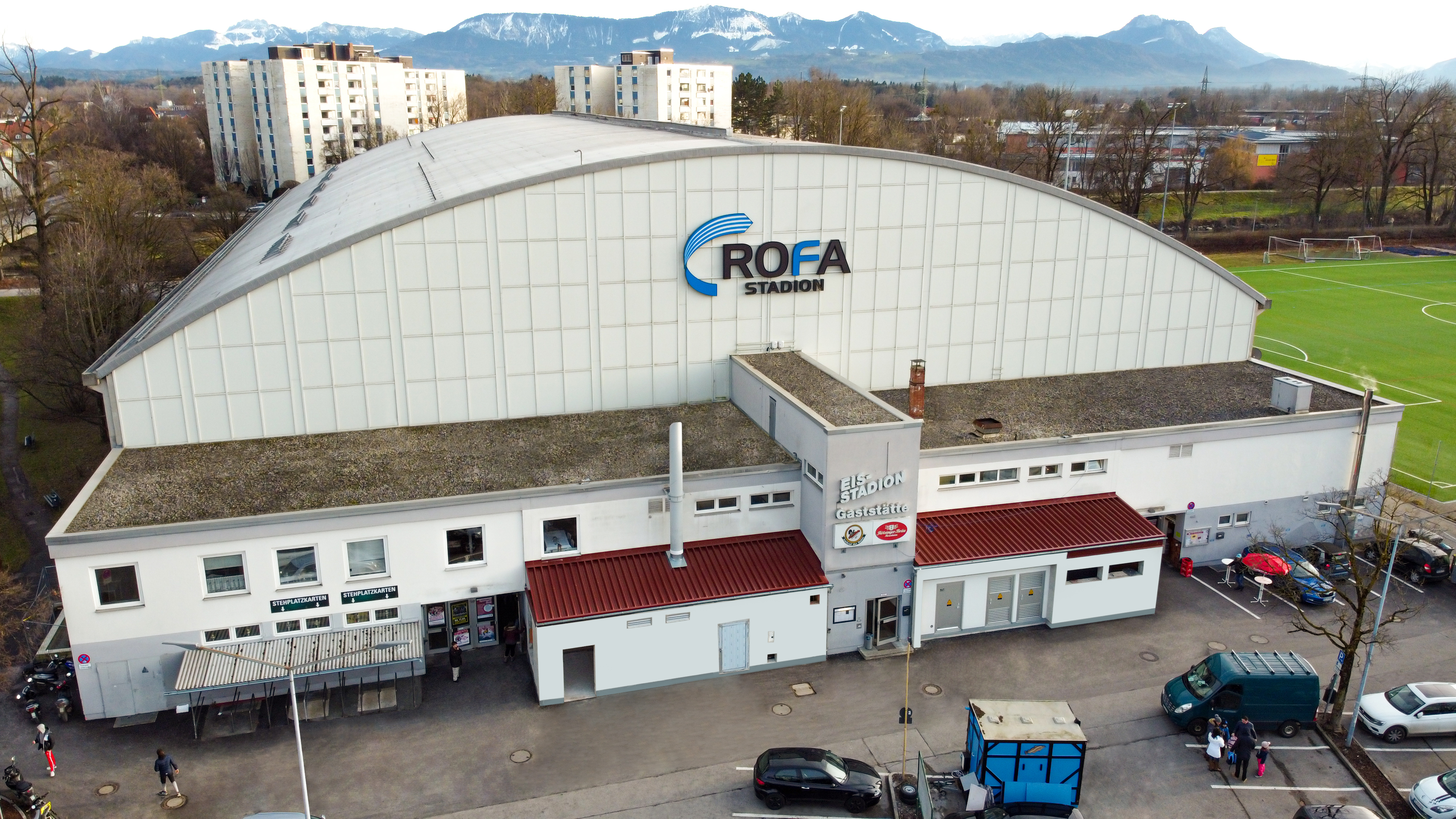
Städtisches Kathrein-Stadion.

Le club est créé en 1979 sous le nom de Sportbund Rosenheim.
En 1986, Rosenheim termine troisième de la Coupe d'Europe derrière le CSKA Moscou et le Södertälje SK.
En 1994, il est renommé Starbulls Rosenheim.
Sa dernière apparition en Deutsche Eishockey Liga, qu'il a remporté à trois reprises, remonte à la saison 1999-2000.
De 2010 à 2017, le club est pensionnaire de la DEL2.
Les Starbulls Rosenheim sont relégués en Oberliga, au troisième échelon  avant de remonter en DEL2 en 2023.

## Anciens joueurs

### Palmarès
- Championnat d'Allemagne D1 (3) :
  - 1982
  - 1985
  - 1989

- Championnat d'Allemagne D2 (1) :
  - 1993

- Championnat d'Allemagne D3 (2) :
  - 2010
  - 2023

- Coupe d'Allemagne (1) :
  - 2011